# Ibrastausee

Staudamm, Teil des Stausees und Hochwasserüberlaufturm

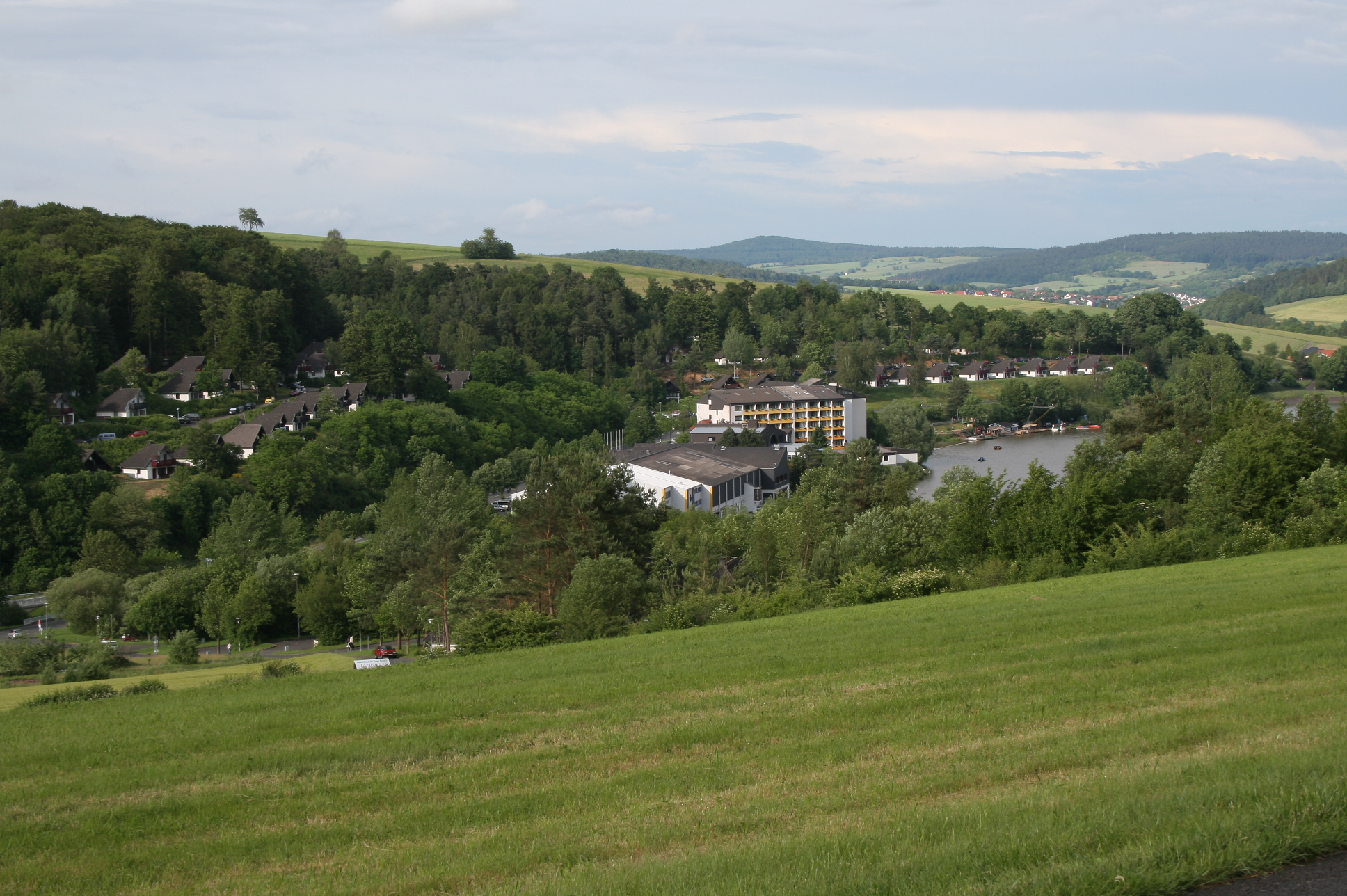
Blick von Südwesten auf den Ibrastausee mit Seepark Kirchheim

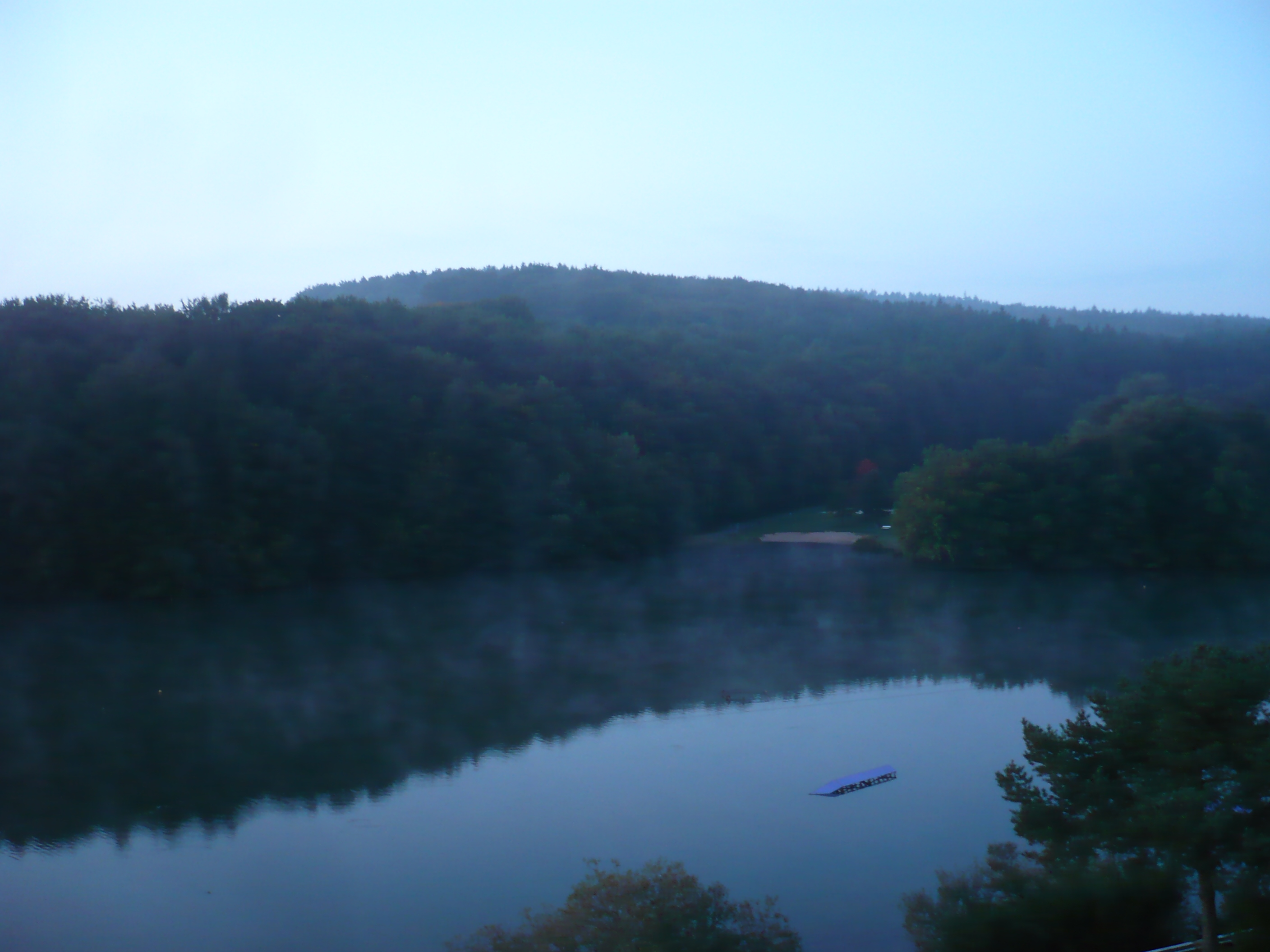
Ibrastausee bei Kirchheim im Morgennebel mit Strand

Der Ibrastausee, auch Parksee oder Seepark Kirchheim genannt, ist ein 8,56 ha großer Stausee an der Ibra im Gemeindegebiet von Kirchheim im osthessischen Landkreis Hersfeld-Rotenburg, dessen Staudamm 1974 errichtet und nach einem Bruch 1979 wieder aufgebaut wurde.

## Geographische Lage
Der Ibrastausee liegt in den Südausläufern des Knüllgebirges zwischen den Kirchheimer Ortsteilen Kemmerode im Westnordwesten und Reimboldshausen im Osten. Er befindet sich am Mittellauf der Ibra, einem Zufluss der Aula.

## Stausee
Der Ibrastausee, der zwischen den Ibrabachkilometern 4,5 und 3,75 liegt, ist laut Liste der Badegewässer im Gebiet Fulda/Diemel 8,56 ha groß. Er ist 750 m lang und 130 m breit. Sein Fassungsvermögen beträgt 400.000 m³ und sein Einzugsgebiet umfasst 17,114 km². Im Stausee liegt eine kleine Insel.

## Staudamm

### Allgemein
Das Absperrbauwerk ist ein Staudamm mit einer Asphaltbeton-Außendichtung. Er befindet sich etwa beim Ibrabachkilometer 3,75 und ist etwa 7,5 m hoch und 130 m lang.

### Dammbruch
Am 22. August 1977 um 15:25 Uhr brach der Staudamm des Sees bei einem Unwetter. Der Hochwasser-Stauinhalt von 500.000 m³ Wasser ergoss sich in einer bis zu drei Meter hohen Flutwelle im Tal von Ibra und Aula insbesondere durch die Dörfer Reimboldshausen, Gershausen, Kirchheim, Kleba, Hattenbach und Niederaula zur Fulda.
Mehrere Feuerwehren, das Technische Hilfswerk und andere Hilfsorganisationen waren im Einsatz. Straßen und Keller mussten von Schlamm gereinigt werden. Einiges Vieh ertrank, aber Menschen kamen nicht zu Schaden. Es entstand ein Gesamtschaden in Höhe von dreißig Millionen DM.
Durch den Dammbruch im Ibratal wurde die Bahntrasse der Knüllwaldbahn bei Kirchheim unterspült und beschädigt. Der Streckenabschnitt zwischen Niederaula und Oberaula wurde danach auf Dauer stillgelegt.
Auch das Feuerwehrhaus der Freiwilligen Feuerwehr Gershausen wurde durch die Flutwelle zerstört; es wurde 1980 durch einen Neubau ersetzt. Der Wiederaufbau des Damms erfolgte im Jahre 1979.

## Seepark Kirchheim
Zwei Jahre nach dem Dammbau wurde am nordwestlichen Ufer ein Ferienkomplex mit Hotellerie, Feriendorf und Campingplatz unter dem Namen „Seepark Kirchheim“ eröffnet. Der Badesee verfügt über eine gute Wasserqualität. Als Seepark Kirchheim ist der See als Badegewässer und Freizeitsee bekannt. Auf dem See wird mit Hilfe einer fest installierten Anlage Wasserski betrieben.
Am 18. November 2020 wurde bekannt, dass die Religionsgemeinschaft Bhakti Marga die Hotelanlage erworben hatte, um dort ihr hinduistisches Deutschlandzentrum aufzubauen. Der neue Ashram wurde im Juni 2023 eingeweiht und trägt den Namen Sri Vitthal Dham.